# Herbalismo

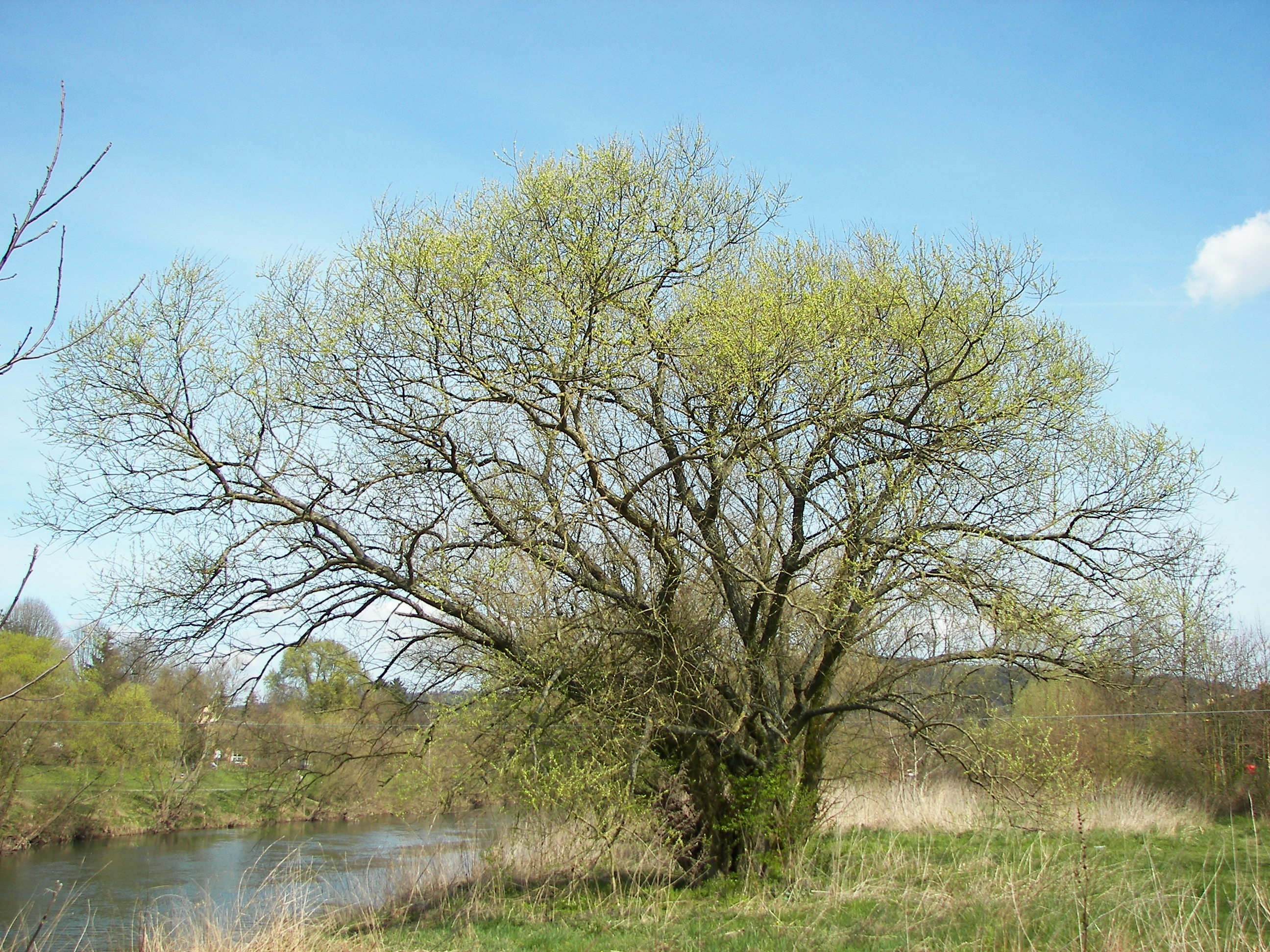
A casca do salgueiro contêm uma grande quantidade de ácido salicílico, o qual é o princípio ativo da aspirina. A casca de salgueiro tem sido usada há milênios como analgésico e febrífugo.

Herbalismo ou fitoterapia é o estudo e utilização de plantas para fins medicinais ou como suplemento alimentar. A palavra Fitoterapia tem origem grega e resulta da combinação dos termos Phito = plantas e Therapia = tratamento. Ao longo de maior parte da História, as plantas têm sido a base de grande parte da medicina tradicional, cuja prática persiste em várias regiões do mundo. A medicina moderna considera o herbalismo uma forma de medicina alternativa e, em alguns casos, pseudociência, dado que a sua prática não é estritamente baseada em evidências segundo o método científico.
Embora na produção de medicamentos modernos sejam usados muitos componentes derivados de plantas, a sua seleção e eficácia é assegurada por evidências científicas. Embora a fitoterapia possa utilizar alguns métodos científicos para testar a eficácia de plantas e medicamentos derivados de fontes naturais, existem poucos ensaios clínicos de qualidade ou padrões de pureza e dosagem. Por vezes a definição de herbalismo inclui produtos derivados de fungos e abelhas, sais minerais, carapaças e algumas partes animais.

## Descrição
As plantas sintetizam diversos compostos químicos que são utilizadas para desempenhar importantes funções biológicas para o seu metabolismo, além de defesa contra predadores. Muitos destes compostos fitoquímicos geram efeitos benéficos para a saúde do ser humano, e pode ser utilizado para o tratamento de diversas doenças. Cerca de 12 000 destes compostos foram isolados até hoje, e estima-se que estes sejam menos do que 10% do total mundial. Estes elementos são processados pelo organismo humano de forma idêntica ao modo como são processados os elementos das drogas utilizadas na medicina tradicional, o que concede ao tratamento fitoterápico a mesma eficácia de um tratamento tradicional, mas também concede o mesmo potencial a produzir efeitos colaterais.
O uso de plantas medicinais remonta desde a história ágrafa: a etnobotânica (estudo do uso tradicional das plantas em diversas etnias) é considerada um método eficaz para a descoberta de novos medicamentos. Diversos medicamentos atuais tiveram origem etnobotânica, como a aspirina, o ópio, a quinina, entre outros.
O uso de ervas para o tratamento de doenças é quase universal nas sociedades não industrializadas, e costuma ser bem mais financeiramente viável. De acordo com a Organização Mundial da Saúde (OMS) estima-se que cerca de 80% da população nos continentes Asiático e Africano utilizam esta forma de medicina em um aspecto de cuidado da saúde primário. Estudos dos Estados Unidos e Europa afirmam que como receita médica clínica o uso de ervas como medicamento ainda não é tão comum, mas vem aumentando devido às evidências científicas acerca a sua eficácia.

## História
Como mencionado anteriormente, o uso de plantas medicinais remonta desde a história ágrafa. Ervas utilizadas para tempero da comida também continham propriedades medicinais. O uso destes temperos desenvolveu-se em parte devido à presença de certos patógenos no alimento. Estudos mostram que em locais de clima tropical, onde a presença de tais patógenos é maior, a culinária tradicional tende a ser mais temperada (e estes temperos costumam ter maior ação antimicrobiótica). Vegetais, que presumivelmente são menos suscetíveis a estragar, costumam ser menos temperados. Outros vegetais comumente utilizados na alimentação também apresentam suas próprias propriedades não apenas nutritivas, mas também curadoras.

### Antiguidade

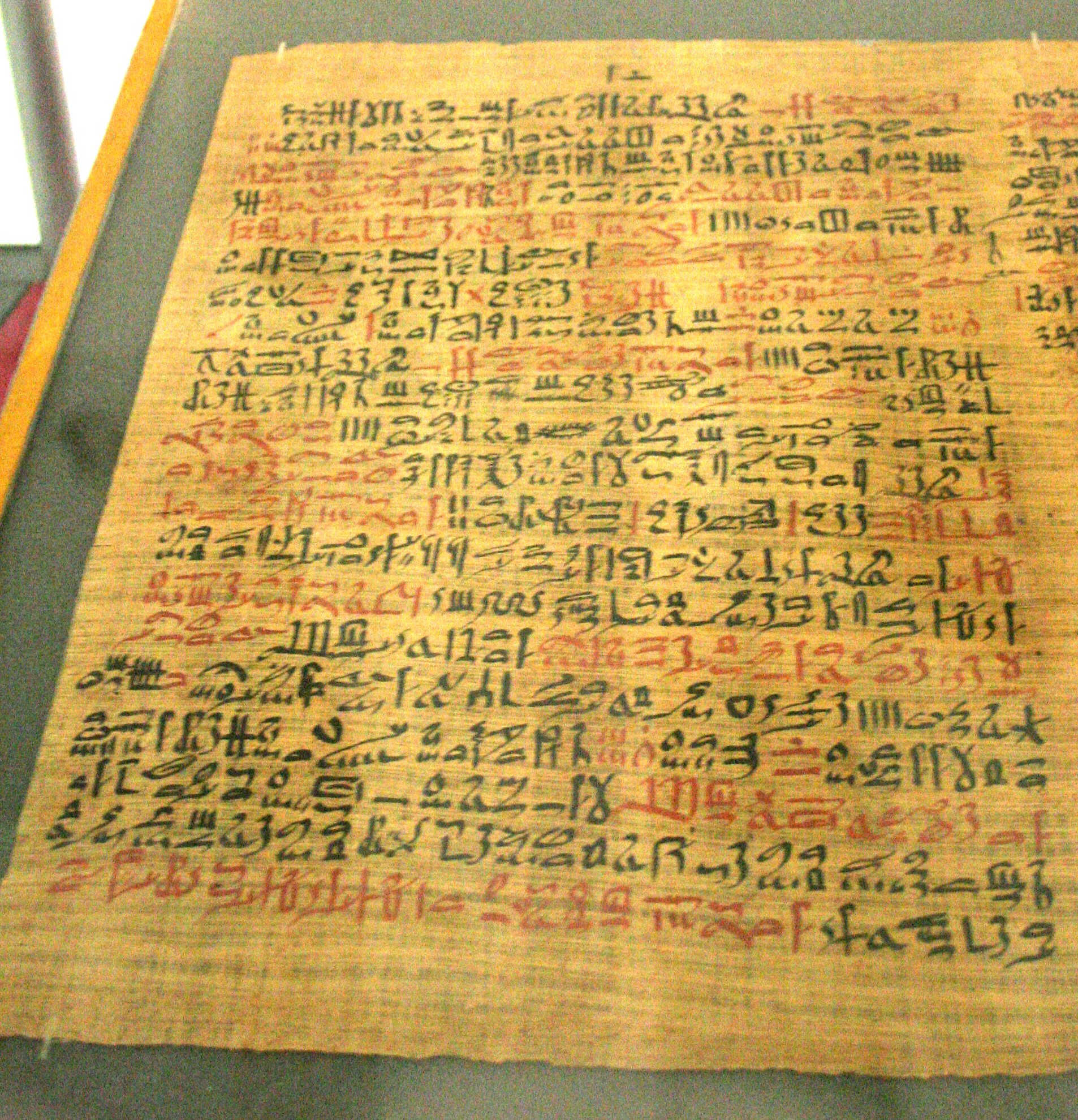
O Papiro Ebers (1550 a.C.) do Antigo Egito possui uma prescrição sobre a aplicação tópica de Cannabis sativa (maconha) para inflamação

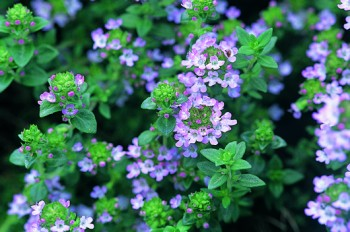
O óleo essencial do tomilho (Thymus vulgaris), contêm 20-54% timol. Timol, é um poderoso antisséptico e antifúngico e é utilizado em uma vasta variedade de produtos. Antes do desenvolvimentos dos antibióticos modernos, o óleo de tomilho era usado para sob bandagens. Timol também é utilizado para tratar infecções respiratórias. A infusão da erva em água pode ser usada para tosse e bronquite.

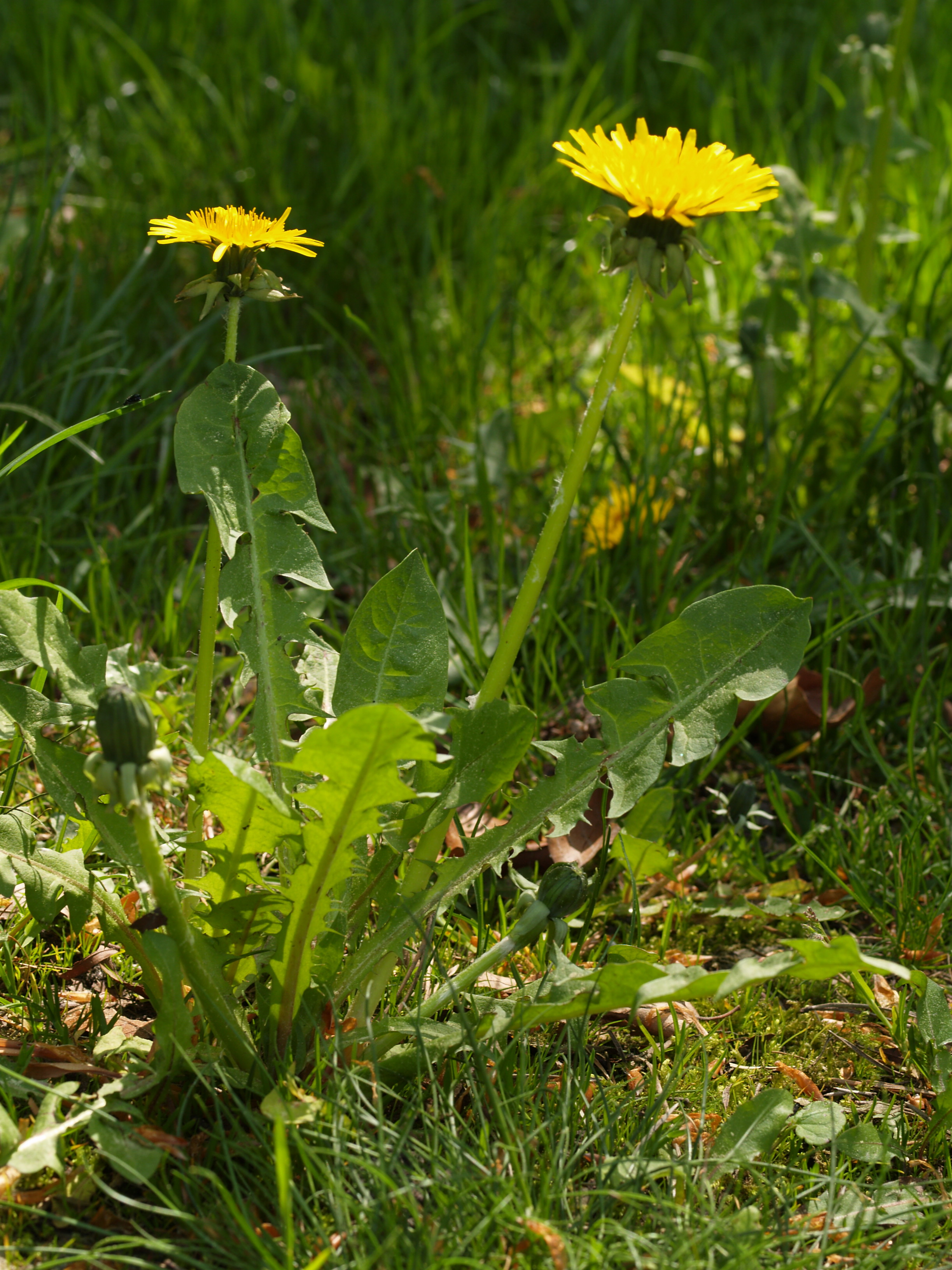
Dente de leão (Taraxacum officinale) contém um grande números de princípios ativos farmacológicos, e tem sido usado há séculos como laxativo, diurético e depurativo, servindo de tratamento para problemas da bile e do fígado

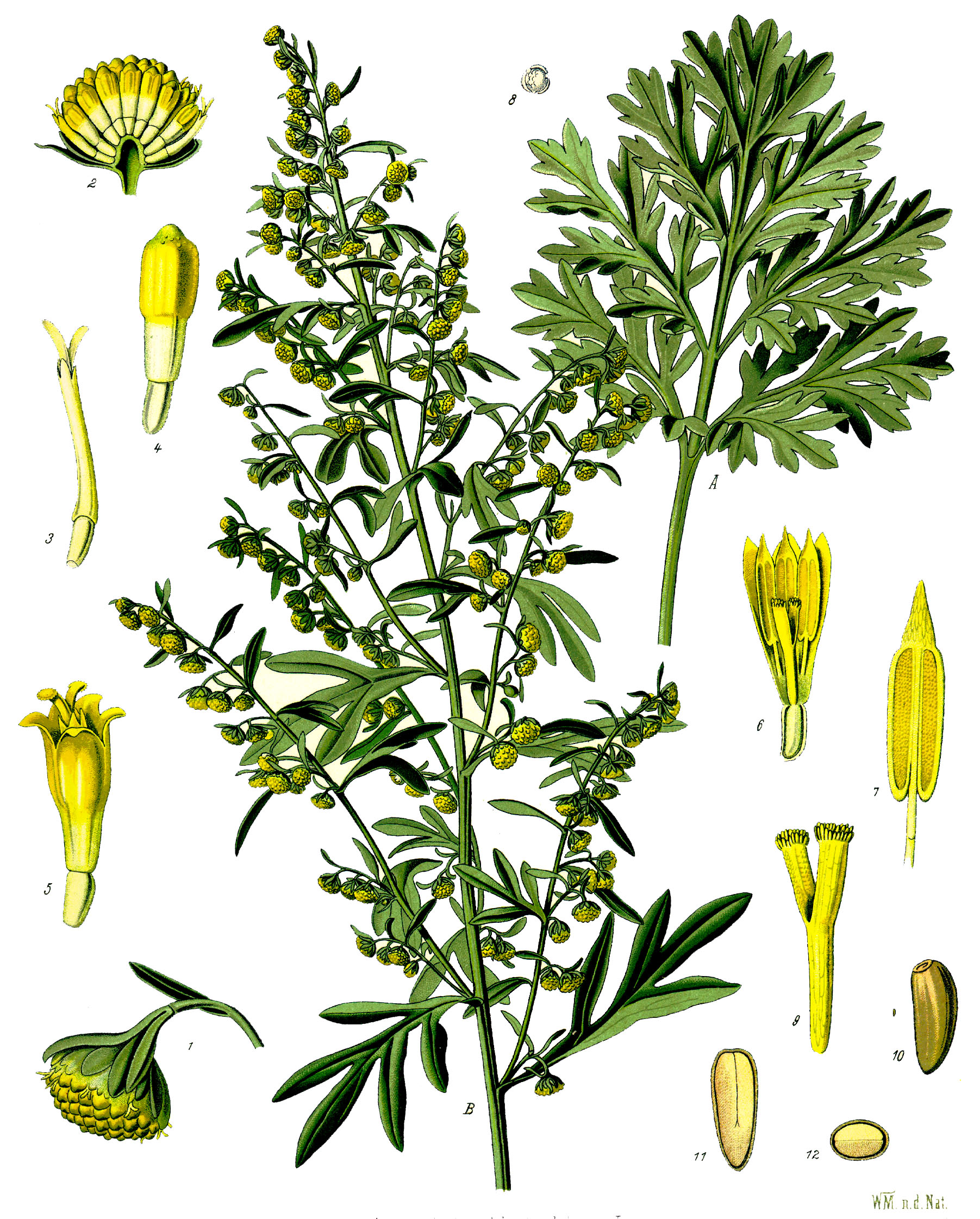
A artemisinina é um fármaco que serve como tratamento contra a malária, derivado da planta artemísia. Sendo uma praga no mundo antigo, mais de 70 agentes de tratamento foram encontrados na literatura médica grega do período clássico, do século V a.C. ao

Os primeiros registros escritos do estudo medicinal das plantas remonta há 5000 anos com os sumérios, que anotaram seus conhecimentos em placas de argila sobre centenas de espécimes (entre eles a mirra e o ópio). Em 1500 a.C. os antigos egípcios escreveram o Papiro Ebers, o qual contêm informações sobre 850 plantas medicinais, incluindo o alho, o junípero, a cannabis, a mamona, a babosa e a mandrágora.
Na Índia, a medicina Aiurvédica faz uso de plantas como o turmérico provavelmente desde 1900 a.C. Escrituras em sânscrito de cerca de 1 500 a.C., como o Rigueveda, são alguns dos mais antigos documentos existentes detalhando o conhecimento médico que formou a base do sistema aiurvédico. Várias outras ervas e minerais usados na Aiurveda foram posteriormente descritos por herbalistas antigos como Charaka e Sushruta durante o primeiro milênio A.C.  O Sushruta Samhita atribuído a Sushruta no século VI a.C. descreve 700 plantas medicinais, 64 preparados de origem mineral e 57 preparados de origem animal.
Diz-se que o mitológico imperador chinês Shennong foi o escritor da primeira farmacopeia chinesa, o Sehnnong Ben Cao Jing. O Shennong Ben Cao Jing lista 365 plantas medicinais e seus usos - incluindo a efedra (o arbusto que introduziu a droga efedrina na medicina moderna), o cânhamo e a Hydnocarpus wightiana (um dos primeiros tratamentos eficazes para a lepra). Sucessivas gerações se basearam no Shennong Ben Cao Jing, assim como no Yaoxing Lun (Tratado da Natureza das Ervas Medicinais), um tratado do século VII, da dinastia Tang sobre medicina herbal.
O primeiro sistema de classificação científica foi desenvolvido pelo filósofo Aristóteles e seu discípulo Teofrasto, onde dividiram as plantas de acordo com o seu porte, em ervas, arbustos e árvores.

### Idade Média

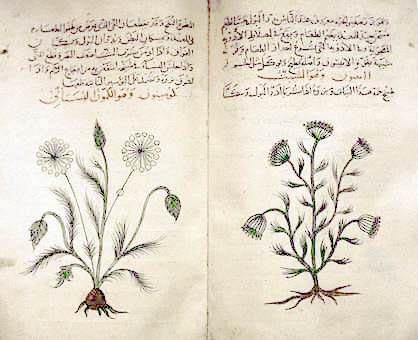
Dioscórides Materia Medica, cópia em árabe, descreve as propriedades medicinais do cominho e do endro

Os mosteiros beneditinos foram as primeiras fontes de conhecimento medicinal na Europa e na Inglaterra durante a Idade Média. Contudo, a maioria dos esforços destas escolas monásticas eram focados na tradução de antigos trabalhos arábicos e greco-romanos, ao invés do desenvolvimento de novos métodos e informações. Várias obras gregas e romanas sobre medicina, entre como outros assuntos, foram preservados através de cópias feitas à mão. Além disso, os monastérios tornaram-se centros de conhecimento médico, e suas hortas de ervas providenciaram os materiais para o tratamento de doenças comuns. Ao mesmo tempo, a medicina popular praticada em casa continuava sendo comumente utilizada. Entre estes praticantes encontravam-se os homens e mulheres sábios, que prescreviam remédios naturais junto com instruções para simpatias, benzas e feitiços. E então, com a chegada da Inquisição, estes sábios tornaram-se alvos da histeria das bruxas na inquisição. Uma das mulheres mais famosas na tradição de medicina herbal foi Hildegarda de Bingen, uma freira beneditina do século XII e autora do Causae et Curae.
Escolas de medicina conhecidas como Bimaristan apareceram no século IX no mundo medieval islâmico entre os persas e os árabes, que em geral eram mais desenvolvidos que a Europa na época. Os árabes veneravam a cultura e aprendizado greco-romano, e traduziram 10 mil textos no seu idioma para estudos mais aprofundados. Uma vez que viviam em um ponto estratégico comercial entre os impérios da época, os viajantes árabes tiveram acesso a material vegetal provindos de lugares distantes como a China e a Índia. Diversos artigos médicos e traduções destes foram trocados no oriente. Botânicos e físicos muçulmanos contribuíram significantemente para a expansão de tal conhecimento até então. Por exemplo, Abu Hanifa de Dinavar descreveu mais de 637 drogas provindas de plantas no século IX, e ibne Albaitar descreveu mais de 1400 plantas, alimentos e drogas, das quais 300 foram de sua própria descoberta, no século XIII. Neste mesmo século o método científico experimental foi introduzido no campo na medicina pelo botânico Alandalus Abu Alabas Anabati, professor de ibne Albaitar. Anabati introduziu técnicas empíricas nos testes, e separou os registros não testados dos que possuíam uma base de teste e observações. Isto permitiu que a medicina desenvolvesse a ciência da farmacologia.
Bagdá era um importante centro de herbalismo árabe, assim como Alandalus entre os anos 800 e 1400. Abulcasis de Córdova (936–1013) escreveu obras que serviram como uma fonte importante para a medicina europeia, enquanto ibne Albaitar (1197–1248) de Málaga descreveu o artigo mais completo de conhecimento herbal, descrevendo o uso de 200 novas ervas, incluindo o tamarindo, acônito e a nux vomica. Avicena lista em suas obras o uso de 800 drogas, plantas e minerais testados tais como a noz moscada, senna, sândalo, ruibarbo, mirra, canela e água de rosas. Suas obras permaneceram em uso nas escolas de medicina árabe e europeia até o século IX. Outras farmacopeias incluem as escritas por Albiruni no século XI e ibne Zur no século XII (publicado em 1491).

### Idade Moderna
Os séculos XV, XVI e XVII eram o auge do uso dos remédios herbais, vários deles eram disponíveis em inglês e outros idiomas além de latim e grego. As duas obras mais conhecidas em inglês foram o The Herball or General History of Plantas (1597) de John Gerard e o The English Physician Enlarged (1653) de Nicholas Culpeper. O texto de Gerard era basicamente uma tradução pirata de um livro escrito pelo herbalista bélgico Dodoens e suas imagens vinham de um trabalho botânico alemão. A edição original continha muitos erros devido à fracassada combinação de duas partes. Culpeper misturou medicina tradicional com magia, astrologia e folclore e devido a isso foi ridicularizado pelos físicos da época embora este livro (assim como outras de suas obras) tiveram uma popularidade fenomenal. As Grandes Navegações e o intercâmbio colombiano introduziu novas plantas medicinais na Europa. O Manuscrito Badiano era um artigo herbal mexicano escrito em náuatle e latim no século XVI. No segundo milênio, contudo, presenciou o começo de uma lenta erosão da posição renomada dos efeitos terapêuticos das plantas. Isto começou com a Peste Negra, a qual a maioria dos métodos médicos mostrou-se impotente. Um século depois, Paracelso introduziu o efeitos de drogas químicas (como arsênico, sulfato de cobre, ferro, mercúrio e enxofre). Estes eram métodos aceitos mesmo com os seus efeitos tóxicos devido à urgência do tratamento da sífilis.

## Fitoterapia na atualidade
A fitoterapia, definida como a utilização de plantas medicinais e seus derivados na prevenção e tratamento de doenças, vem ganhando relevância crescente no cenário da saúde pública e privada, tanto no Brasil quanto em diversos países ao redor do mundo. Sua aplicação abrange desde práticas tradicionais até a produção de medicamentos fitoterápicos regulamentados.

### Reconhecimento e Regulamentação no Brasil
No Brasil, a fitoterapia está oficialmente reconhecida como uma das Práticas Integrativas e Complementares em Saúde (PICS) pelo Ministério da Saúde, desde a publicação da Portaria nº 971/2006, posteriormente ampliada pela Portaria nº 849/2017. Essas normativas incorporaram a fitoterapia como um recurso terapêutico dentro da rede pública de saúde (SUS), visando ampliar o acesso da população a formas de cuidado mais naturais e culturalmente aceitas.
Segundo o Departamento de Atenção Básica do Ministério da Saúde, programas de fitoterapia são implementados em mais de 900 municípios brasileiros, com oferta de tratamentos baseados em plantas medicinais em unidades de saúde da atenção primária

### Avanços Científicos e Farmacológicos
Nos últimos anos, houve um aumento significativo na produção científica relacionada à fitoterapia, com destaque para estudos clínicos sobre o potencial terapêutico de espécies vegetais nativas, como Passiflora incarnata (maracujá), Valeriana officinalis (valeriana) e Hypericum perforatum (erva-de-são-joão). Esses estudos visam validar a eficácia e segurança dessas plantas, principalmente no tratamento de transtornos como ansiedade, insônia e depressão leve a moderada.
O Anuário de Fitoterápicos no SUS (2023) aponta que medicamentos como extratos padronizados de Espinheira-santa (Maytenus ilicifolia) e Guaco (Mikania glomerata) também são amplamente prescritos na rede pública de saúde.

### Fitoterapia e Mercado Farmacêutico
No setor privado, o mercado de fitoterápicos no Brasil movimentou, segundo dados da Associação Brasileira da Indústria de Fitoterápicos (ABIFITO), cerca de R$ 1,8 bilhão em 2024, representando um crescimento médio anual de 12% na última década. Essa expansão é impulsionada pela demanda por terapias mais naturais e pela busca de alternativas com menor incidência de efeitos adversos.
Além de medicamentos, a fitoterapia hoje integra o desenvolvimento de suplementos alimentares, cosméticos naturais e até nutracêuticos, com regulamentação específica pela Agência Nacional de Vigilância Sanitária (ANVISA).

### Relevância Internacional
A Organização Mundial da Saúde (OMS) reconhece a fitoterapia como um recurso importante para a atenção primária à saúde, destacando a necessidade de integração entre conhecimento tradicional e validação científica. Em seu relatório mais recente (WHO Traditional Medicine Strategy 2014–2023), a OMS reforçou a meta de incentivar a adoção segura e eficaz de terapias baseadas em plantas em diversos sistemas nacionais de saúde.

### Avanços Recentes da Fitoterapia no Cuidado à Saúde Mental (2015–Atualidade)
De 2015 até os dias atuais, a fitoterapia passou por uma importante evolução no campo da saúde mental, tanto em termos de pesquisa científica quanto na ampliação do uso clínico. O aumento da demanda por terapias com menor risco de efeitos colaterais, aliado ao avanço das políticas públicas de saúde integrativa, reforçou a utilização de plantas medicinais como alternativa ou complemento ao tratamento farmacológico tradicional.

O Anuário de Fitoterápicos no SUS (2023) mostra que o número de municípios oferecendo atendimento com fitoterapia voltada à saúde mental dobrou entre 2015 e 2023. Estão em evidência plantas com efeitos ansiolíticos e antidepressivos leves, como:
Passiflora incarnata (Maracujá) – reconhecida por suas propriedades calmantes.
Valeriana officinalis (Valeriana) – utilizada para distúrbios do sono e ansiedade.
Melissa officinalis (Erva-cidreira) – aplicada no manejo de estados de agitação e estresse.
Hypericum perforatum (Erva-de-são-joão) – com ação antidepressiva leve a moderada.
Nos últimos anos, houve aumento significativo de ensaios clínicos controlados avaliando a eficácia desses fitoterápicos no tratamento de transtornos como transtorno de ansiedade generalizada, insônia, depressão leve e síndromes de estresse.
Segundo o Portal de Ensaios Clínicos da ANVISA (2024), existem atualmente mais de 50 estudos clínicos nacionais e internacionais em andamento que investigam compostos de origem vegetal com ação no sistema nervoso central.
Além disso, revisões sistemáticas publicadas em periódicos como a Revista Brasileira de Farmacognosia (2021) e a Phytomedicine (2022) reforçaram a eficácia de determinadas espécies vegetais no manejo de sintomas emocionais.
De acordo com a IQVIA Brasil (2024), o segmento de fitoterápicos destinados ao bem-estar mental apresentou crescimento superior a 15% ao ano desde 2018. No comércio farmacêutico, a busca por medicamentos fitoterápicos com indicação para ansiedade e estresse aumentou principalmente durante e após a pandemia de COVID-19.
Além dos medicamentos registrados pela ANVISA, também houve crescimento no consumo de suplementos alimentares com ativos vegetais, extratos padronizados e produtos de venda livre com apelo ao equilíbrio emocional.A ANVISA, por meio da Resolução RDC nº 26/2014, reforçou a necessidade de comprovação de segurança e eficácia para o registro de medicamentos fitoterápicos com indicação para saúde mental. A preocupação com o uso racional desses produtos levou ao desenvolvimento de protocolos clínicos integrados, com recomendações de uso baseadas em evidências.

A própria Organização Mundial da Saúde (OMS) também aponta, em sua estratégia 2014–2023, que a saúde mental é uma das principais áreas prioritárias para a integração segura de medicamentos de origem vegetal. De 2015 a 2025, a fitoterapia consolidou-se como uma ferramenta relevante no cuidado da saúde mental, unindo saberes tradicionais e comprovação científica. Sua presença nas redes pública e privada de saúde mostra uma tendência crescente de aceitação, sobretudo por pessoas que buscam abordagens menos invasivas e com menor risco de efeitos adversos.